# Gabriela Barenboim
Gabriela Barenboim és una física espanyola, professora titular i investigadora a la Universitat de València, al Departament de Física Teòrica, i a l'Institut de Física Corpuscular. Pertany al grup de recerca IFIE, grup d'investigadors en física teòrica que forma part del Departament Física Teòrica de la Universitat de València i de l'Institut de Física Corpuscular (IFIC), amb seu a València, on treballa amb físics com Jose Bernabeu Alberola. El seu camp de recerca es basa en la física d'altes energies i l'astrofísica.
Gabriela Barenboim va realitzar els seus estudis universitaris a la facultat de física de la Universitat de València. Posteriorment, va realitzar el seu postdoctorat al Fermilab, el CERN i l'institut de física de la Universitat de Mainz. Des de llavors i fins a l'actualitat ha escrit un centenar d'articles de recerca de temes variats relacionats amb el seu camp. Els temes principals de la seva recerca són la fenomenologia de física d'altes energies (més de 70 articles publicats) i l'astrofísica (més de 20 articles publicats); on estudia, en la seva major part, diverses propietats dels neutrins, la violació CP i CPT i diferents tipus de simetries. Els dos articles més citats en els quals ha participat són dos llibres blancs titulats Theory of neutrinos: A white paper (teoria de neutrins) i Light sterile neutrinos: A white paper (neutrins estèrils lleugers). L'any 2006 va guanyar el Premi Idea en ciències bàsiques pel seu treball "L'energia fosca com a motor de l'Univers inflacionari", atorgat per la revista Idea a investigadors menors de 40 anys.